# Langlaufen op de Aziatische Winterspelen 2007
Langlaufen was een onderdeel van de Aziatische Winterspelen 2007 in Changchun in China. De wedstrijden waren in skigebied Beidahu. Er waren wedstrijden van 30 januari tot 3 februari 2007.
| Plaats | Land       | Goud | Zilver | Brons | Totaal |
| ------ | ---------- | ---- | ------ | ----- | ------ |
| 1      | Kazachstan | 4    | 4      | 2     | 10     |
| 2      | China      | 1    | 1      | 3     | 5      |
| 3      | Japan      | 1    | 1      | 2     | 4      |

Alpineskiën · 
Biatlon · 
Curling · 
Freestyleskiën · 
IJshockey · 
Kunstrijden · 
Langlaufen · 
Schaatsen · 
Shorttrack · 
Snowboarden